# 漢堡圍城戰
漢堡圍城戰發生於1813年12月24日至1814年5月12日，是第六次反法同盟中的一場圍城戰，也是達武軍事生涯的最後一戰。
漢堡市是萊茵河以東最強大的堡壘之一。1813年5月28日，在第六次反法同盟中的德國戰役中，它再次被達武元帥的法國第十三軍佔領。
儘管人力、食品和彈藥供應不斷減少，但達武的部隊不惜一切想要守住漢堡。當法國軍隊在年底向西撤退時，盟軍依舊圍著這座城市。當第六次反法同盟於4月結束時，達武仍控制著漢堡。最終於5月，聽從法國政府的命令，向法國撤退。

## 註腳
1. 1 2 3 4 5  Bodart 1908，第483頁.
2. ↑  Smith 1998，第526頁
3. ↑  Hourtoulle 1975，第407頁.